# 薩克森-科堡-哥達親王安德里亞斯
萨克森-科堡-哥达亲王安德烈阿斯（德語：Andreas Prinz von Sachsen-Coburg und Gotha；1943年3月21日—2025年4月3日），是前任萨克森-科堡-哥达王朝王室首領。

## 生平
他在下卢萨蒂亚的施洛斯城堡出生，其父母在1946年離婚，1949年與母親及後父理查·懷特恩搬到美國新奧爾良居住。